# David Niven

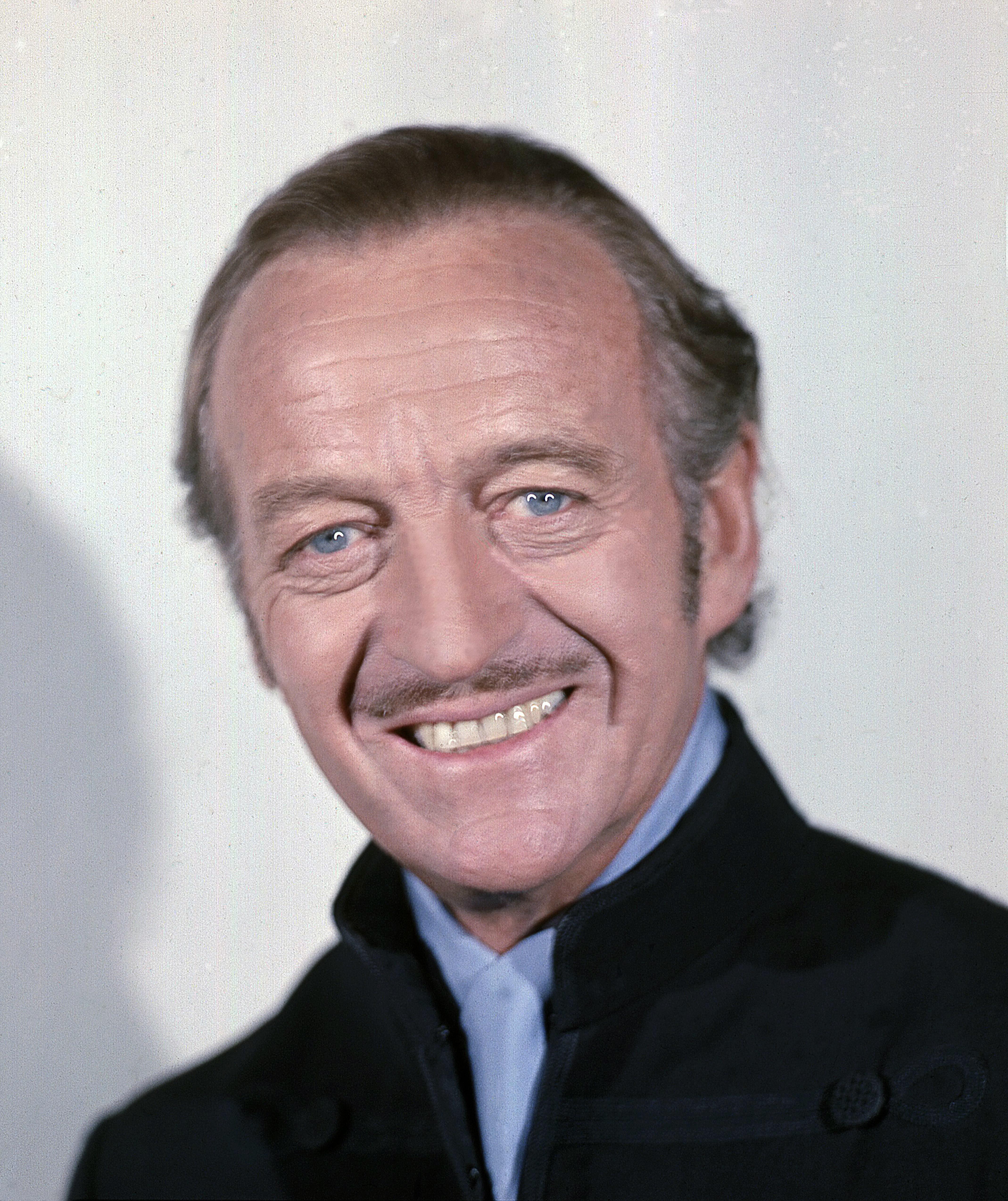
David Niven (1973)

James David Graham Niven (* 1. März 1910 in London, England; † 29. Juli 1983 in Château-d’Oex, Schweiz) war ein britischer Schauspieler. Er gewann 1959 den Oscar als bester Hauptdarsteller für Getrennt von Tisch und Bett. Wie kaum ein anderer Schauspieler war Niven jahrzehntelang in der Rolle des britischen Gentlemans erfolgreich und wurde von vielen Zuschauern nahezu ausschließlich mit diesem Image identifiziert.

## Leben und Werk

### Frühes Leben
David Niven wurde als Sohn von William Edward Graham Niven und Henrietta Julia de Gacher in London geboren. Sein Vater fiel als Offizier 1915 in der Schlacht von Gallipoli.
Niven wollte zunächst eine Militärkarriere einschlagen und besuchte die Royal Military Academy Sandhurst. Er wurde 1930 als Leutnant der Highland Light Infantry in die British Army übernommen und Anfang 1933 zum Oberleutnant befördert. Niven genoss das Offiziersleben anfangs, jedoch wurde es ihm nach späterer eigener Aussage schnell langweilig, und er begann, rebellisch zu werden. Im September 1933 wurde er nach einer Frechheit gegenüber einem General in Arrest genommen, aus dem er floh. Niven verließ heimlich Großbritannien, um in den USA eine Schauspielkarriere zu beginnen. Den Armeedienst quittierte er telegrafisch.

### Vorkriegskarriere
Nach einigen Umwegen kam Niven 1934 nach Hollywood, wo er sich zunächst mit kleinen Nebenrollen begnügen musste, so etwa im Filmklassiker Meuterei auf der Bounty neben Clark Gable und Charles Laughton. Seine erste größere Nebenrolle hatte er 1935 im Kriminalfilm Erpresser an der Seite von Elissa Landi. Ein Filmvertrag mit Samuel Goldwyn brachte Niven in den folgenden Jahren Nebenrollen in bedeutenden Hollywood-Filmen wie Rose-Marie (1936) und Der Gefangene von Zenda (1937) ein. Ende der 1930er-Jahre hatte er es in Hollywood zum Hauptdarsteller gebracht: Unter Regie von William Wyler spielte er die Rolle des kränklichen Edgar Linton in der Literaturverfilmung Sturmhöhe (1939), im selben Jahr war er als Partner von Ginger Rogers in der Komödie Die Findelmutter zu sehen. Im Film Raffles spielte Niven die Titelrolle des eleganten Safeknackers Raffles. Auch in vielen späteren Filme sollte Niven als Edelganove zu sehen sein.

### Militärdienst im Zweiten Weltkrieg
Niven meldete sich 1940 im Zweiten Weltkrieg zum Militärdienst und trat wieder in die Armee ein. Er erhielt als Oberleutnant der Rifle Brigade seinen alten Dienstgrad zurück. Bis zum Ende des Krieges wurde er bis zum Oberstleutnant befördert. Niven kam auf eigenen Wunsch zu den British Commandos. In der Spezialeinheit war er anfangs als Ausbilder und später, nach der Landung der Alliierten in der Normandie, in einer Aufklärungseinheit tätig. Niven sprach nach dem Krieg sehr wenig über seine Kriegserfahrungen.
Größere Bekanntheit erlangte er als Koordinator aller Veranstaltungen zur Truppenbetreuung der US-amerikanischen und britischen Streitkräfte in Europa. In dieser Funktion organisierte er auch die Auftritte von Marlene Dietrich und war an der Front in der Ardennenoffensive mitverantwortlich für ihre Rettung vor der herannahenden Wehrmacht. Er war zu dieser Zeit auch mit Glenn Miller befreundet, für den er eine Truppenbetreuungsreise organisierte, die nach Millers nicht vollständig geklärtem Tod nicht mehr stattfand. Peter Ustinov diente in dieser Zeit offiziell als Nivens Offiziersbursche, weil dies der verwaltungstechnisch einfachste Weg war, den Stabsoffizier Niven und den einfachen Soldaten Ustinov zusammen reisen und arbeiten zu lassen.

### Nach dem Krieg
David Niven nahm seine Filmkarriere nach dem Krieg problemlos wieder auf. Die Hauptrollen in den hochklassigen Filmen Irrtum im Jenseits (1946), Jede Frau braucht einen Engel (1947) und Enchantment (1948) etablierten ihn als Filmstar, der meist zwischen britischen und amerikanischen Filmproduktionen pendelte. Seine Rolle in Wolken sind überall unter Regie von Otto Preminger brachte ihm 1953 den Golden Globe Award ein. Ein weiterer Filmerfolg war die Hauptrolle des Phileas Fogg in der oscarprämierten, starbesetzten Literaturverfilmung In 80 Tagen um die Welt (1956). 1959 wurde David Niven für die Darstellung des Majors Pollock in dem Film Getrennt von Tisch und Bett mit dem Oscar als bester Hauptdarsteller ausgezeichnet. Bis zu seinem Tod blieb Niven ein gefragter Schauspieler: Er agierte als Hauptdarsteller in Filmen wie Die Kanonen von Navarone (1961) und Casino Royale (1967), des Weiteren spielte er in Ensemblefilmen wie Eine Leiche zum Dessert und Tod auf dem Nil. Ein besonderer Erfolg war die Rolle des Gentleman-Gauners Sir Charles Lytton in Der rosarote Panther (1963) an der Seite von Peter Sellers. Diese Rolle spielte er nochmals in seinem letzten Film Der Fluch des rosaroten Panthers von 1983. Nivens Paraderolle war die des eleganten, oft selbstironischen britischen Gentleman, ein Image, das er jahrzehntelang bediente und mit dem ihn das Kinopublikum weltweit stark identifizierte.

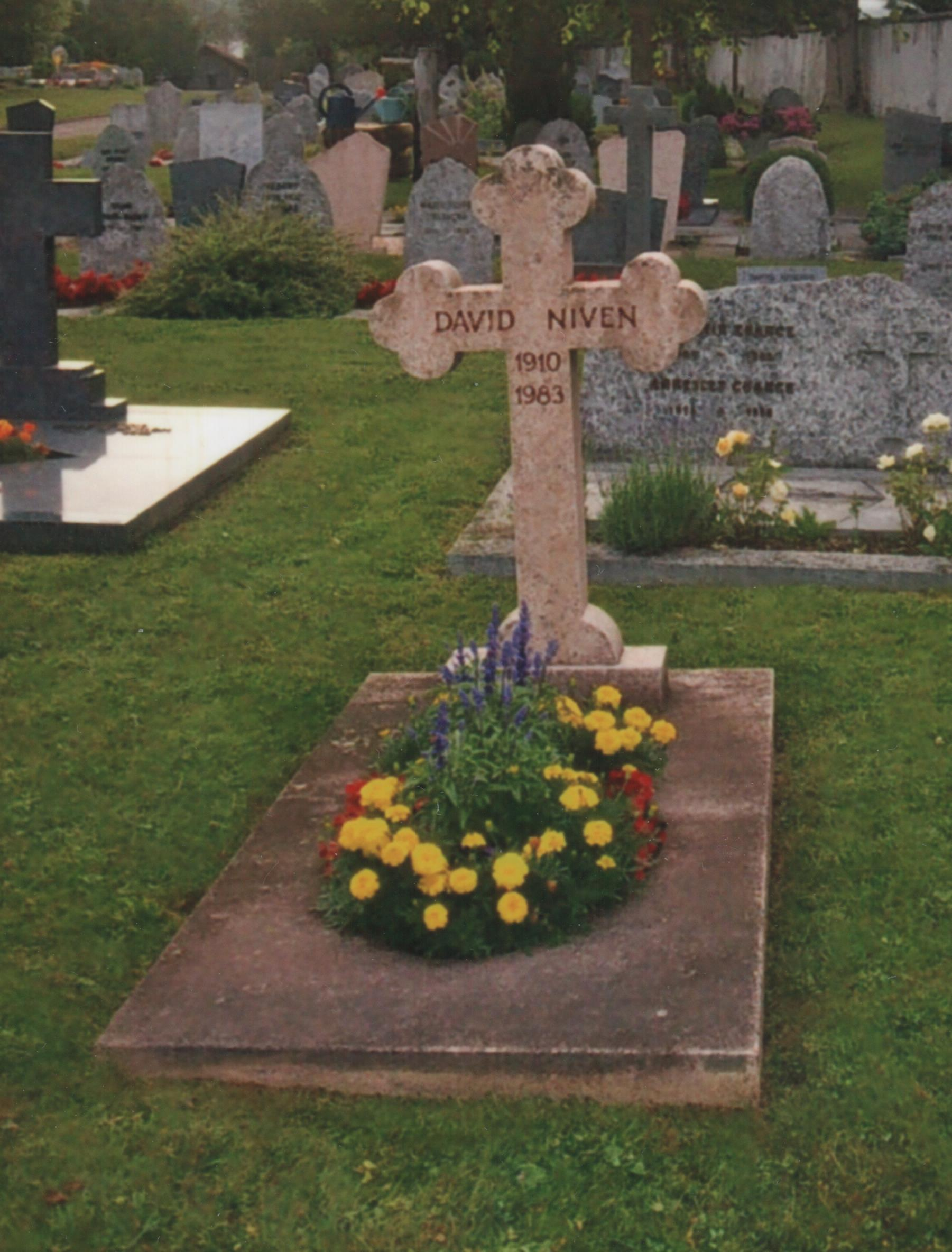
Grabstätte von David Niven

David Niven war seit den 1950er-Jahren auch Fernsehdarsteller. 1952 gründete er mit den Kollegen Dick Powell und Charles Boyer die Fernsehproduktionsfirma Four Star, in deren Produktionen er während der 1950er- und 1960er-Jahre auftrat. Er spielte erfolgreich in den eigenen Fernsehserien The David Niven Show (1959) und Gauner gegen Gauner (1964 bis 1965).

### Privatleben und Tod
Niven war zweimal verheiratet. 1940 heiratete er die Schauspielerin Primula Rollo (1918–1946), mit der er zwei Söhne hatte: David jr., der auch als Filmproduzent aktiv war, und Jamie, die 1942 bzw. 1946 geboren wurden. Primula starb 1946 nach einem Sturz im Haus von Tyrone Power an schweren Kopfverletzungen. 
Seine zweite Frau, das schwedische Model Hjördis Tersmeden (1921–1997), heiratete er 1948. Mit ihr adoptierte David Niven zwei Töchter.
David Niven erkrankte Anfang der 1980er-Jahre an amyotropher Lateralsklerose (ALS), an deren Folgen er 1983 starb. An seiner Beerdigung nahmen neben seiner Frau auch Roger Moore und Audrey Hepburn teil. Er wurde auf dem Friedhof von Château-d’Oex im Schweizer Kanton Waadt begraben. Sein Vermögen vermachte Niven der Forschung.

## Filmografie (Auswahl)
- 1935: San Francisco im Goldfieber (Barbary Coast)
- 1935: Meuterei auf der Bounty (Mutiny on the Bounty)
- 1936: Rose-Marie
- 1936: Der Verrat des Surat Khan (The Charge of the Light Brigade)
- 1936: Geliebter Rebell (Beloved Enemy)
- 1936: Zeit der Liebe, Zeit des Abschieds (Dodsworth)
- 1937: Der Gefangene von Zenda (The Prisoner of Zenda)
- 1938: Blaubarts achte Frau (Bluebeard’s Eighth Wife)
- 1938: Vier Mann – ein Schwur (Four Men and a Prayer)
- 1939: Die Findelmutter (Bachelor Mother)
- 1939: Sturmhöhe (Wuthering Heights)
- 1939: Verrat im Dschungel (The Real Glory)
- 1939: Zauberer der Liebe (Eternally Yours)
- 1942: The First of the Few
- 1944: The Way Ahead
- 1946: Die wunderbare Puppe (Magnificent Doll)
- 1946: Irrtum im Jenseits (A Matter of Life and Death)
- 1947: Eine brennende Liebe (The Other Love)
- 1947: Jede Frau braucht einen Engel (The Bishop’s Wife)
- 1948: Betrogene Jugend (Enchantment) – Regie: Irving Reis
- 1948: Bonnie Prince Charlie – Regie: Anthony Kimmins
- 1949: Das dunkelrote Siegel (The Elusive Pimpernel) – Regie: Michael Powell, Emeric Pressburger
- 1950: Der Fischer von Louisiana (The Toast of New Orleans)
- 1951: Glücklich und verliebt (Happy Go Lovely)
- 1951: Drei auf Abenteuer (Soldiers Three)
- 1953: Liebeslotterie (The Love Lottery) – Regie: Charles Crichton
- 1953: Wolken sind überall (The Moon Is Blue)
- 1954: Ein neuer Geist auf Schloß Rathbarney (Happy Every After) – Regie: Mario Zampi
- 1954: Major Carrington (Carrington VC) – Regie: Anthony Asquith
- 1955: Des Königs Dieb (The King’s Thief)
- 1956: In 80 Tagen um die Welt (Around the World in 80 Days)
- 1956: Die falsche Eva (The Birds and the Bees) – Regie: Norman Taurog
- 1957: Bonjour Tristesse
- 1957: Die kleine Hütte (The Little Hut)
- 1957: Mein Mann Gottfried (My Man Godfrey)
- 1958: Getrennt von Tisch und Bett (Separate Tables)
- 1959: Immer die verflixten Frauen (Ask Any Girl) – Regie: Charles Walters
- 1959: Ehegeheimnisse (Happy Anniversary) – Regie: David Miller
- 1960: Meisterschaft im Seitensprung (Please Don't Eat the Daisies)
- 1961: Die Kanonen von Navarone (The Guns of Navarone)
- 1961: Der Weg nach Hongkong (Road to Hongkong)
- 1961: Liebenswerte Gegner (I due nemici) – Regie: Guy Hamilton
- 1962: Flucht aus dem Dunkel (Guns of Darkness) – Regie: Anthony Asquith
- 1963: 55 Tage in Peking (55 Days at Peking)
- 1963: Der rosarote Panther (The Pink Panther)
- 1964: Zwei erfolgreiche Verführer (Bedtime Story)
- 1964–1965: Gauner gegen Gauner (The Rogues) (Fernsehserie, 30 Folgen)
- 1965: Dolche in der Kasbah (Where the Spies Are)
- 1965: Lady L – Regie: Peter Ustinov
- 1966: Die schwarze 13 (Eye of the Devil)
- 1967: Alles was verboten ist (The Impossible Years)
- 1967: Die Pille war an allem schuld (Prudence and the Pill)
- 1967: Casino Royale
- 1968: Bevor der Winter kommt (Before Winter Comes) – Regie: J. Lee Thompson
- 1969: Das Superhirn (Le Cerveau)
- 1971: König, Dame, Bube
- 1974: Papier Tiger (Paper Tiger)
- 1974: Vampira – Regie: Clive Donner
- 1974: Das Gespenst von Canterville (The Canterville Ghost) – Regie: Robin Miller
- 1976: Eine Leiche zum Dessert (Murder by Death)
- 1976: Das große Ferienabenteuer (No Deposit, No Return) – Regie: Norman Tokar
- 1977: Abenteuer auf Schloß Candleshoe (Candleshoe)
- 1977: Speed Fever – Regie: Mario Morra, Oscar Orefici
- 1978: Tod auf dem Nil (Death on the Nile)
- 1979: Der Furchtlose (A Man Called Intrepid) – Regie: Peter Carter
- 1979: Der Löwe zeigt die Krallen (Rough Cut) – Regie: Don Siegel
- 1979: Die Seewölfe kommen (The Sea Wolves)
- 1979: Die Superprofis (A Nightingale Sang in Berkeley Square) – Regie: Ralph Thomas
- 1979: Flucht nach Athena (Escape to Athena)
- 1982: Der rosarote Panther wird gejagt (Trail of the Pink Panther)
- 1982: Ein Opa kommt selten allein (Better Late Than Never)
- 1983: Der Fluch des rosaroten Panthers (Curse of the Pink Panther)

## Auszeichnungen
- 1954: Golden Globe in der Kategorie Bester Schauspieler Musical/Drama für seine Rolle in Wolken sind überall
- 1959: Oscar in der Kategorie Bester Hauptdarsteller für seine Rolle in Getrennt von Tisch und Bett
- 1959: Golden Globe in der Kategorie Bester Schauspieler/Drama für seine Rolle in Getrennt von Tisch und Bett

## Sonstiges
- Auf dem Hollywood Walk of Fame erinnern zwei Sterne an David Niven (Film: 6384 Hollywood Blvd., Fernsehen: 1625 Vine Street).
- Seine deutsche Synchronstimme sprach bis auf wenige Ausnahmen Friedrich Schoenfelder.
- Die Figur des Anstandslehrers in dem Comic Calamity Jane von Lucky Luke wurde ihm nachempfunden.

## Autobiografien und Literatur
- David Niven: The Moon’s a Balloon. Putnam Pub Group, 1972, ISBN 0-399-10557-3.
- David Niven: Vielleicht ist der Mond nur ein Luftballon. Mein bewegtes Leben. (OT: The Moon’s a Balloon). Ehrenwirth, München 1975, ISBN 3-431-01674-X.
- Stars, die nicht vom Himmel fielen. Hollywood und alle meine Freunde. (OT: Bring On the Empty Horses). Rowohlt, Reinbek bei Hamburg 1979, ISBN 3-499-14444-1.
- Sheridan Morley: David Niven. The Other Side of the Moon. Coronet/Hodder & Stoughton, Sevenoaks 1986, ISBN 0-340-39643-1.